# Юлиево-Клавдиева династия
Юлиево-Клавдиевата династия се отнася до първите петима римски императори: Октавиан Август, Тиберий, Калигула, Клавдий и Нерон. Те управляват Римската империя от 27 пр.н.е. до 68 г., докато последният от тях, Нерон, се самоубива. Тези петима владетели са свързани чрез бракове и осиновявания с фамилиите на Юлиите и Клавдиите. Юлий Цезар понякога погрешно е смятан за основател на тази династия, въпреки че той не е бил император и няма връзка с Клавдиите. Всъщност неин първи представител е осиновеният син на Юлий Цезар, неговият праплеменник – Октавиан Август.
Царуването на първите петима императори е удивително еднакво. Всички идват на власт чрез косвена връзка или осиновяване. Всички идват на власт след убийство или слух за убийство на техния предшественик (спорно е дали Август, Тиберий и Клавдий са действително убити). Всеки един от тях увеличава територията на Римската империя и започва големи строителни проекти. Римските политици често заговорничат да ги убият, да ги заменят или възстановят Републиката. Тези императори убиват и заточват всеки, който се осмели да оспори властта им. Древните историци на сенаторската класа описват представителите на Юлиево-Клавдиевата династия като самовеличаещи се, луди, тиранични и сексуално перверзни.